# Хубер, Гарольд
Гарольд Хубер (англ. Harold Huber; 5 декабря 1904 — 29 сентября 1959), имя при рождении Гарольд Джозеф Губерман (англ. Harold Joseph Huberman) — американский актёр радио, кино и телевидения.

## Биография
Гарольд Хубер родился в Нью-Йорке, в семье иммигрантов из России Джозефа Губермана и Мэймми Глассберг. В 1925 году Гарольд поступил в университет Нью-Йорка, в котором на третий год обучения стал редактором университетского журнала «The Medley». Но в мае 1928 года администрация университета приостановила публикацию журнала, отметив что «юмор публикаций не соответствует облику учебного заведения». После окончания университета в 1929 году Гарольд Хубер поступил в Колумбийский университет, но выбыл после получения в 1930 году первой актёрской работы. 
В сентябре 1930 года Хубер получил роль в бродвейской постановке «Прощай, оружие!». В течение следующих двух лет он получит небольшую роль в трёх бродвейских постановках, прежде чем заключит контракт с Warner Bros.. Дебютом в кино для него стала роль в фильме «Центральный парк» (1932) и эпизод в «20 000 лет в Синг-Синге». В 1930-х и 1940-х годах актёр снялся почти в 100 фильмах. Первой примечательной стала роль Артура Нанхейма в фильме «Тонкий человек» (1934). Далее актёр исполнил роль полицейского детектива в фильмах о Чарли Чане «Чарли Чан на Бродвее» (1937), «Чарли Чан в Монте-Карло» (1937), «Чарли Чан в тёмном городе» (1939) и «Чарли Чан в Рио» (1941). В 1942 году Хубер сыграл Такамуру в японо-американском фильме «Маленькое Токио, США». 
С февраля по октябрь 1945 года Хубер играл Эркюля Пуаро в еженедельной получасовой программе «Приключения Эркюля Пуаро». В октябре 1946 года Хубер стал ведущим в ежедневной пятнадцатиминутной радиопрограмме CBS «Тайны недели». Кроме этого Хубер некоторое время изображал Фу Манчу в одноимённой радиопрограмме.
Телевизионный дебют пришёл к Гарольду Хуберу благодаря роли обозревателя Джонни Уоррена в еженедельной получасовой драме «I Cover Times Square».
Умер актёр от осложнений после хирургической операции 29 сентября 1959 года. Был похоронен на кладбище Маунт-Хеброн.